# Eckbach (Rhin)
L'Eckbach, au Moyen Âge Leinbach, également connu localement sous le nom die Eck, dans les cours inférieurs du Neugraben et du Leininger Graben, est un ruisseau de 39,5 km de long et un affluent gauche ou occidental du Rhin en Rhénanie-Palatinat. Là, il coule principalement dans le nord-est du Palatinat, seuls les 2 derniers kilomètres du ruisseau et son embouchure se trouvent à l'extrême sud-est de la Hesse rhénane, aux limites des champs de la ville de Worms. Sur les 23 premiers kilomètres, l'Eckbach-Mühlenwanderweg (un sentier de rendonnée) suit le ruisseau.
Pour le sud-ouest du Leininger Land, le cours supérieur de l'Eckbach représente le cours d'eau central. Du côté communal, l'Association des eaux d'Isenach-Eckbach est responsable de l'entretien du ruisseau, qui dépend de l'arrondissement de Bad Dürkheim.

## Nom et étymologie
La recherche linguistique fait remonter l'ancien nom die Eck au nom de rivière ou de ruisseau, qui est encore courant aujourd'hui et utilisé comme nom féminin dans le sud de l'Allemagne, et qui a été transmis du vieux haut allemand comme aha.
Au moyen âge, l'Eckbach s'appelait Leinbach, en référence au « Leinbaum ». À cette époque, c'était le nom (allemand) donné à l'érable plane et au tilleul d'été, deux espèces d'arbres communes sur les rives de l'Eckbach.
Le fait que l'Eck original porte désormais le nom d'Eckbach remonte au royaume de Bavière, auquel appartenait le Palatinat sur la rive gauche du Rhin depuis 1816. Lorsque les autorités bavaroises ont cartographié le Palatinat, elles ont voulu indiquer clairement - même si elles ne savaient pas d'où vient le nom - que l'Eck était un ruisseau. En conséquence, « Eckbach » d'aujourd'hui signifie linguistiquement quelque chose comme « Bachbach ».

## Géographie

### Cours
Carte avec toutes les coordonnées du parcours :OSM

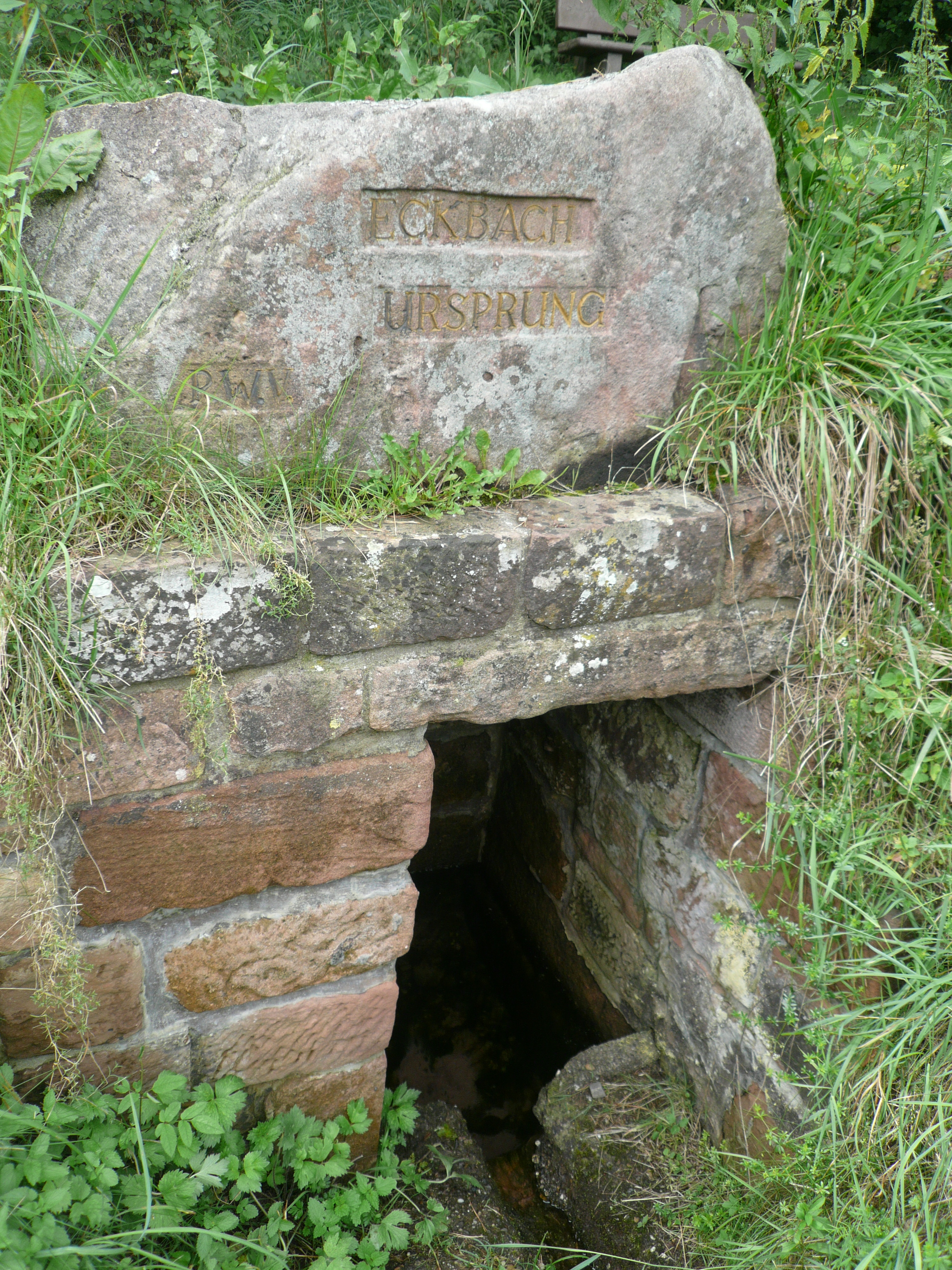
Source Eckbach avec le Ritterstein 286 (inscription « Eckbach-Ursprung »)

L'Eckbach trouve son origine à Carlsberg, dans la forêt au nord. Ses deux sources sont proches l'une de l'autre, au sud-est de la Bundesautobahn 6 (Sarrebruck – Mannheim) dans la partie Kleinfrankreich (en français : « Petite France ») du quartier Hertlingshausen de Carlsberg. Le premier cours le plus long, que l'administration des eaux de Rhénanie-Palatinat (Wasserwirtschaftsverwaltung Rheinland-Pfalz) considère comme le principal cours d'eau, s'élève à une hauteur de 311 m. Après 250 m, il rejoint le deuxième cours venant de la droite, qui ne fait que 60 m de long. Sa source, située à 307 m d'altitude, a été définie comme « origine Eckbach » par l'association forestière du Palatinat (Pfälzerwald-Verein (de)) au début du XXe siècle, enchâssée dans le grès et marquée du Ritterstein "286". Pendant les périodes de faible humidité, les deux sources s'assèchent plus souvent.
Le ruisseau coule en direction de l'est en traversant Hertlingshausen, où les ruisseaux Frauental, Kirchheimer Tal et Schlüsselstein s'ajoutent l'un après l'autre à droite, puis vers le nord-est via Altleiningen. Là, l'Eckbach tire l'essentiel de son approvisionnement en eau du puits à 20 tubes. A la sortie nord-est d'Altleiningen, le Rothbach coule par la gauche puis le Höninger Bach par la droite.
Après l'embouchure du ruisseau dans le Spechttal arrivant de la droite, le Maihofweiher est endigué à gauche de l'Eckbach, qui mesure environ 150 m de long et 50 m de large. 3 km plus bas, l'Eckbachweiher, étroit mais long de plus de 600 m, a été construit au moyen âge près de Neuleiningen-Tal comme réservoir d'eau pour deux moulins, dont celui du bas, le Felsenmühle, existe toujours comme restaurant et maison d'hôtes. Le ruisseau traverse ensuite l'éperon Leiningen, la lisière nord-est de la forêt du Palatinat, entre les villages de Neuleiningen au nord et de Battenberg au sud, à proximité de leurs châteaux du même nom, et tourne vers l'est sur 6 km. À Kleinkarlbach, là où le Krumbach arrive par la droite, il atteint le pays vallonné couvert de vignes des deux côtés de la route allemande des vins.
Avant Kirchheim an der Weinstraße, l'Eckbach passe sous la Bundestraße 271, qui s'étend dans le sens nord-sud, puis, au sein du lotissement, sous la Weinstraße Nord. Il passe ensuite par Bissersheim, où il y avait trois moulins. À Großkarlbach, des dérivations gauches de l'Eckbach étaient autrefois créées pour assurer un approvisionnement constant en eau aux moulins locaux. Le long de la Kändelgasse, du nom de ces « Kändeln » ou canaux, le ruisseau est recouvert sur un tronçon d'une voûte de grès de cinq à six mètres de large, qui sert de trottoir et sur laquelle mènent les entrées des propriétés. À l'extrémité nord-est de la Kändelgasse se trouve le Dorfmühle restauré, transformé en Mühlenmuseum Leiningerland. En aval de Großkarlbach, l'Eckbach traverse la Bundesautobahn 6 en direction nord-est, puis traverse Laumersheim, devant l'ancien Hornungsmühle.
À Dirmstein, après que l'Eckbach a dépassé le Spormühle, sa direction d'écoulement change vers l'est car dans les années 1920, afin de l'éloigner du centre du village, le ruisseau a été définitivement détourné vers la droite dans l'ancien fossé de la fortification de la ville ; le seuil où cela a été réalisé a été conservé, mais n'a plus aucune fonction. À la limite est du lotissement de Dirmstein, le Floßbach, dans son cours supérieur également appelé Landgraben, se jette dans l'Eckbach de la gauche directement en dessous de l'ancien Niedermühle et est l'affluent le plus riche en eau. À gauche ou au nord du ruisseau, la structure du pays vallonné est clairement prononcée. Une crête basse et allongée, marquée par trois sommets, forme la ligne de partage des eaux vers l'Eisbach : le Wörschberg (163 m) au nord de la route de liaison Obersülzen-Dirmstein, le Schneckenberg (143 m) entre Dirmstein et Offstein et le Stahlberg (134 m ) entre Dirmstein et Worms-Heppenheim.
Le paysage à droite ou au sud de l'Eckbach est plus plat et était auparavant une plaine marécageuse dans la région de Großkarlbach – Laumersheim – Dirmstein – Gerolsheim qui était utilisée comme pâturage. Au sud se trouve la ligne de partage des eaux vers le ruisseau parallèle du Bach aus dem Magsamental, qui a une longueur de 10,2 km et un bassin versant de 19,3 km² ; il s'écoule de la droite dans le bras droit d'Eckbach. La ligne de partage des eaux vers le Fuchsbach s'étend encore plus au sud.
Derrière Dirmstein, l'Eckbach coule dans la partie occidentale de la plaine du Rhin supérieur. À l'est de Heuchelheim ou au nord du Échangeur autoroutier A6 de Frankenthal, il est traversé par l'autoroute 61. Au nord de Beindersheim, il s'incurve considérablement vers le nord-nord-est ; le Schrakelbach s'y ajoute par la droite.
Par la suite l'Eckbach traverse les villages de Großniedesheim et Kleinniedesheim du côté est. Peu avant de traverser la Landstraße 457, qui relie Kleinniedesheim à Bobenheim, la partie nord de Bobenheim-Roxheim, le Hollergraben y coule par la droite. Le ruisseau se dirige à partir d'ici principalement vers le nord-est et traverse la zone d'habitation nord de Bobenheim. Il se dirige ensuite vers le nord sous la forme d'un nouveau fossé (en allemand : Neugraben), détourné sur environ 1 km et canalisé par des digues. Au sud-est de l'aérodrome de Worms, il tourne vers l'est à la frontière de Worms et coule sous le nom de Leininger Graben le long de la limite sud de la réserve naturelle Wormser Ried.
Juste avant de traverser la Bundesstraße 9, l'Eckbach arrive complètement en quartier de Worms et englobe le Karl-Marx-Graben par la gauche. Après avoir dépassé le Bürgerweide vers le sud, où une ancienne décharge s'étend sur plusieurs centaines de mètres le long sa rive gauche, il franchit un barrage construit pour éviter les inondations et se jette après 200 m dans le Rhin supérieur à la hauteur de 86 m.
La différence de hauteur de 225 m entre la source et l'embouchure donne lieu à une pente moyenne du lit de 5,7 ‰, sur la base d'une longueur du plan d'eau de 39,5 km.

### Affluents
La liste suivante contient - de la source vers le bas - tous les affluents de l'Eckbach qui sont enregistrés avec le code des eaux (GKZ) :
| nom                          | page   | longueur km | Bv km² | embouchure dans l'Eckbach | endroit d'embouchure      | GKZ        |
| ---------------------------- | ------ | ----------- | ------ | ------------------------- | ------------------------- | ---------- |
| Bach aus dem Frauental       | droit  | 1,53        | 2,56   | 1,69                      | Hertlingshausen           | 23916-12   |
| Bach aus dem Kirchheimer Tal | droit  | 2,12        | 2,08   | 2,87                      | après Hertlingshausen     | 23916-14   |
| Bach vom Schlüsselstein      | droit  | 0,94        | 1,37   | 03,26                     | après Hertlingshausen     | 23916-16   |
| Rothbach                     | gauche | 9,85        | 19,30  | 6,78                      | Altleiningen              | 23916-2    |
| Höninger Bach                | droit  | 5,85        | 12,83  | 7,54                      | après Altleiningen        | 23916-4    |
| Bach im Spechttal            | droit  | 0,38        | 0,55   | 8,11                      | après Altleiningen        | 23916-5112 |
| Krumbach                     | droit  | 6,84        | 7,06   | 14,19                     | Kleinkarlbach             | 23916-52   |
| Seebergraben (Schlossbach)   | gauche | 0,78        | 2,33   | 15,91                     | Kirchheim                 | 23916-5912 |
| Floßbach                     | gauche | 8,10        | 18,76  | 23,52                     | près de Dirmstein         | 23916-6    |
| Schrakelbach                 | droit  | 6,93        | 70,94  | 28,02                     | nord de Beindersheim      | 23916-8    |
| Hollergraben (Hollersgraben) | droit  | 2,37        | 1,88   | 30,69                     | sudest de Kleinniedesheim | 23916-9112 |
| Karl-Marx-Graben             | gauche | 3,52        | 15,35  | 38,73                     | entre Bobenheim et Worms  | 23916-96   |

## Particularités touristiques
Eckbach-Mühlenwanderweg
Le sentier de randonnée des moulins d'Eckbach, initié par le chercheur du moulin de Kleinkarlbach Wolfgang Niederhöfer (1932-2017), longe l'Eckbach depuis 1997. Au départ, il ne traversait que les sept villages qui appartenaient à ce qui était alors la commune fusionnée de Grünstadt-Land. Elle a ensuite été étendue par deux autres villes jusqu'à la source Eckbach près de Hertlingshausen - alors la commune fusionnée de Hettenleidelheim - pour un total de 23 km. Les neuf communes voisines le long du Mühlenwanderweg font partie de la commune fusionnée du Leiningerland depuis 2018.
Château forts
Les châteaux forts d'Altleiningen, Neuleiningen et Battenberg se dressent au-dessus de la vallée d'Eckbach, sur les hauteurs de la forêt palatine et de ses contreforts.
Fontaine à 20 tubes
La fontaine à 20 tubes d'Altleiningen est alimentée par une galerie située sur le versant gauche de l'Eckbach, qui a été creusé profondément dans la roche vers 1600 pour alimenter en eau le château fort situé au-dessus. L'Eckbach tire aujourd'hui l'essentiel de son approvisionnement en eau de ce puits.
Eckbachweiher
L'Eckbach est retenu dans un étang dans la région de Leiningen-Tal, l'Eckbachweiher. Dans le passé, 35 moulins à eau étaient exploités jusqu'à Dirmstein, dont 23 sont encore plus ou moins conservés et partiellement restaurés.
Lavoir historique
Sur le flanc de la colline au sud de l'Eckbach, à l'ouest du lotissement Neuleiningen-Tal, se trouve la zone de lavoir de Neuleiningen du 19e siècle, l'une des rares installations de ce type qui subsistent. Il est enjambé par un pont en acier reliant l'ancienne voie ferrée. Ils doivent leur nom à une erreur scientifique.
Blitzröhren
Les tubes d'éclair (une formation rocheuse) sur la route d'accès à Battenberg sont un monument naturel. Ils doivent leur nom à une erreur scientifique.
Moulins
En 2007, le Mühlenmuseum Leiningerland a été inauguré dans le moulin restauré du village de Großkarlbach, qui date du moyen âge. D'autres moulins à voir : le Felsenmühle à Neuleiningen-Tal, qui fonctionne comme un hôtel-restaurant, et le Spormühle à Dirmstein. L'ancienne Niedermühle à Dirmstein a été transformée en domaine au 19e siècle.
Laurentiuskirche Dirmstein
L'église Saint-Laurent de Dirmstein est un joyau de l'architecture baroque. Elle a été construite de 1742 à 1746 selon les plans de l'architecte de l'église Balthasar Neumann et de l'entrepreneur local Franz Rothermel. L'Eckbach, qui traversait le village à seulement 50 m au sud de l'église, a été déplacé dans les années 1920 vers la limite sud du village.
Manoirs
À Dirmstein, plusieurs manoirs aux allures de château ont été entièrement ou partiellement conservés, notamment les châteaux Sturmfedersches Schloss, le Koeth-Wanscheidsches Schloss et le Quadtsches Schloss.